# Josef Augustin Paukert
Josef Augustin Paukert, též Stino Paukert (19. března 1879 Choceň – 31. prosince 1960 Praha), byl český sochař a medailér, který stylově prošel od secese po modernu.

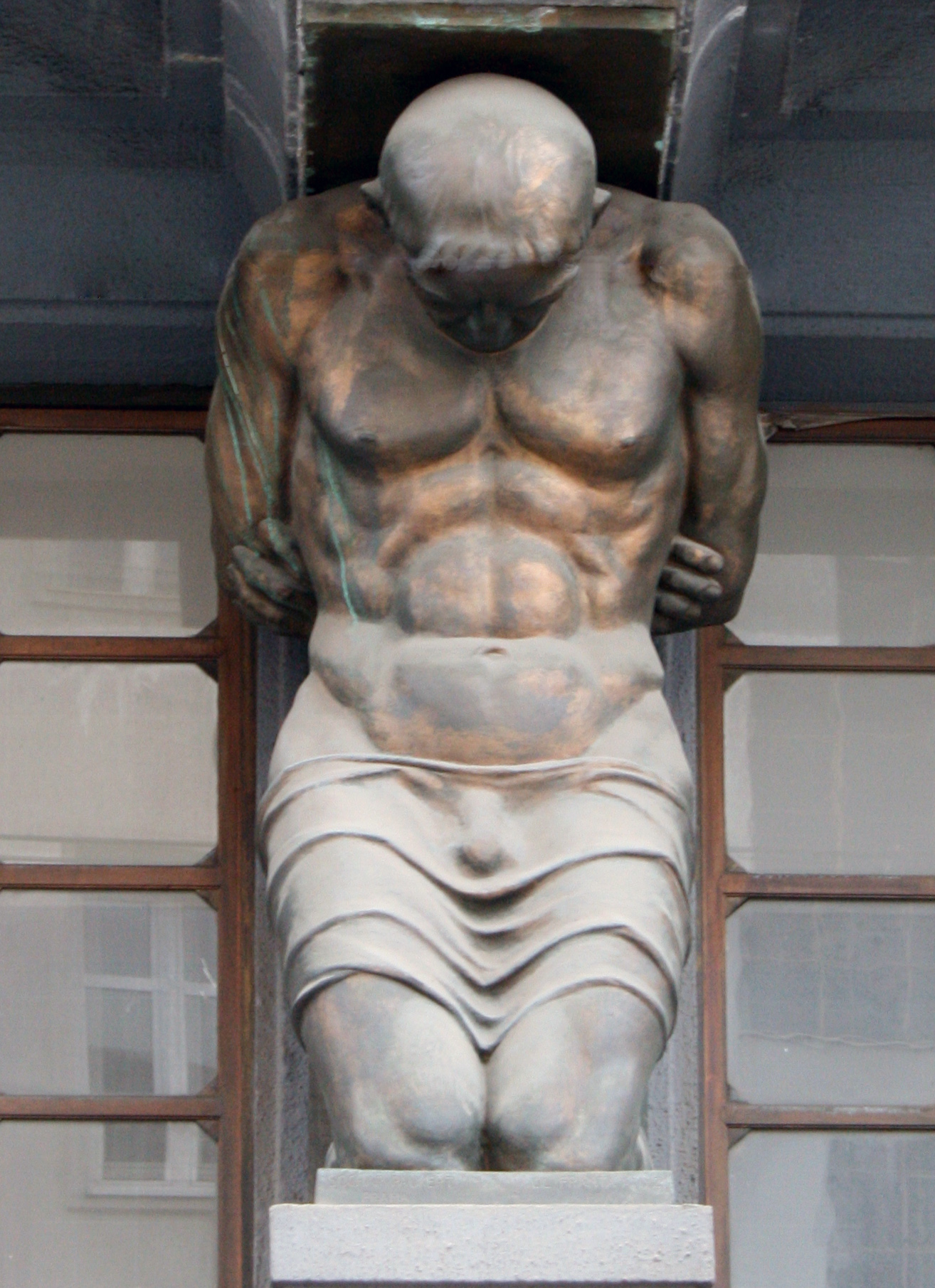
Socha Atlanta, Bratislava (1925)

## Život

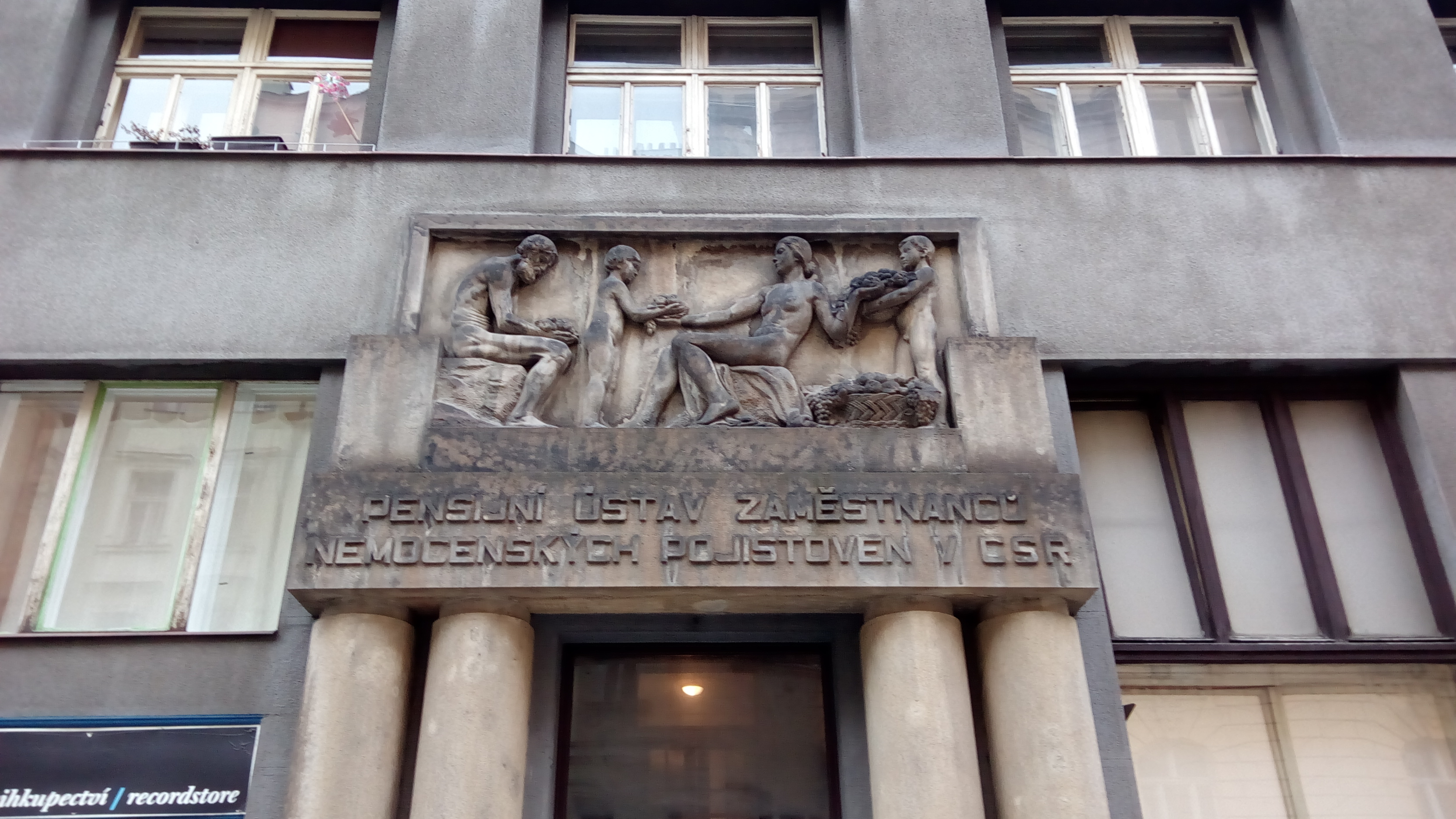
Reliéf v průčelí budovy Penzijního ústavu Zaměstnaneckých pojišťoven v Praze

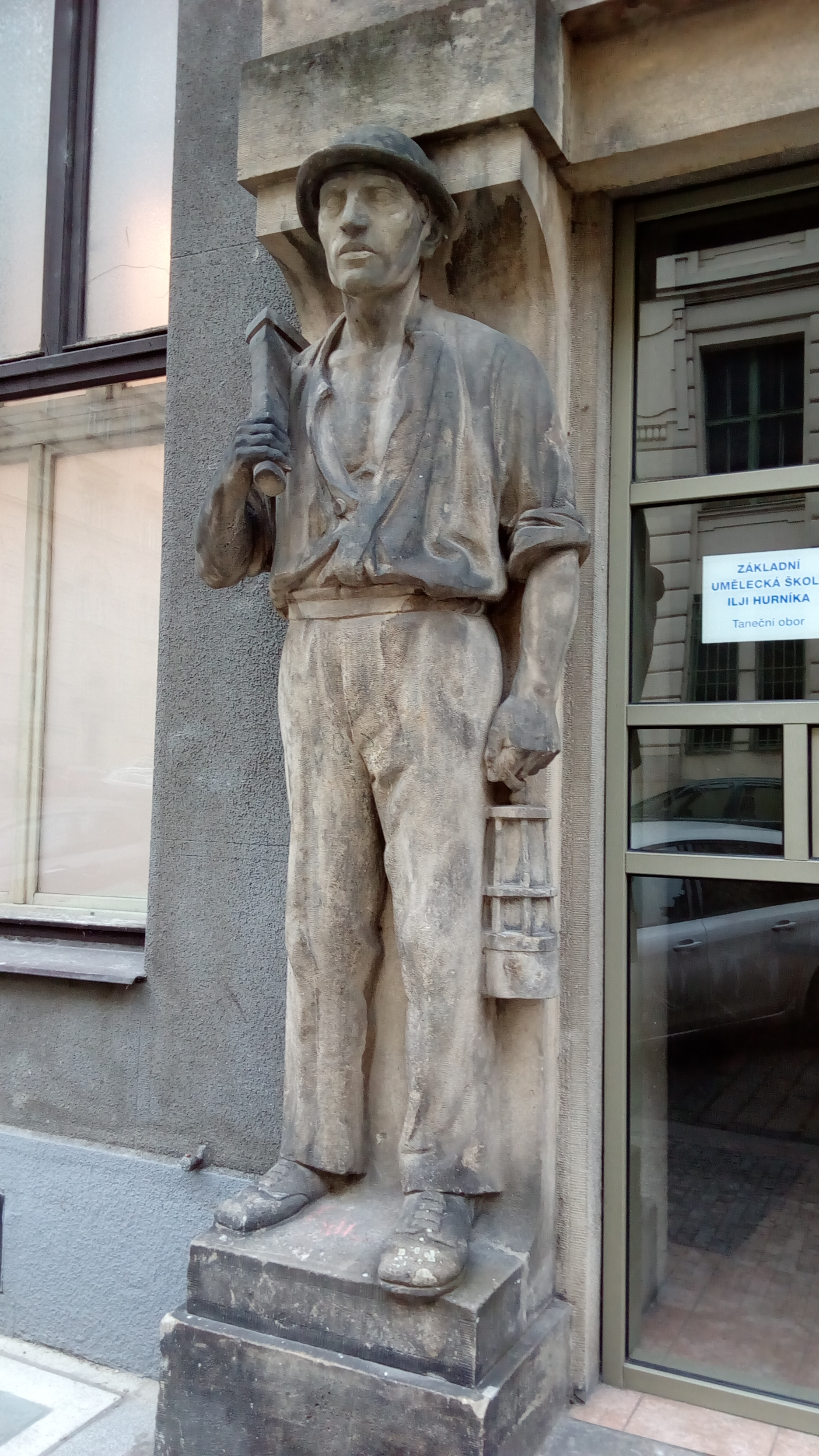
Socha horníka z budovy Penzijního ústavu v Praze zaměstnaneckých pojišťoven (1928)

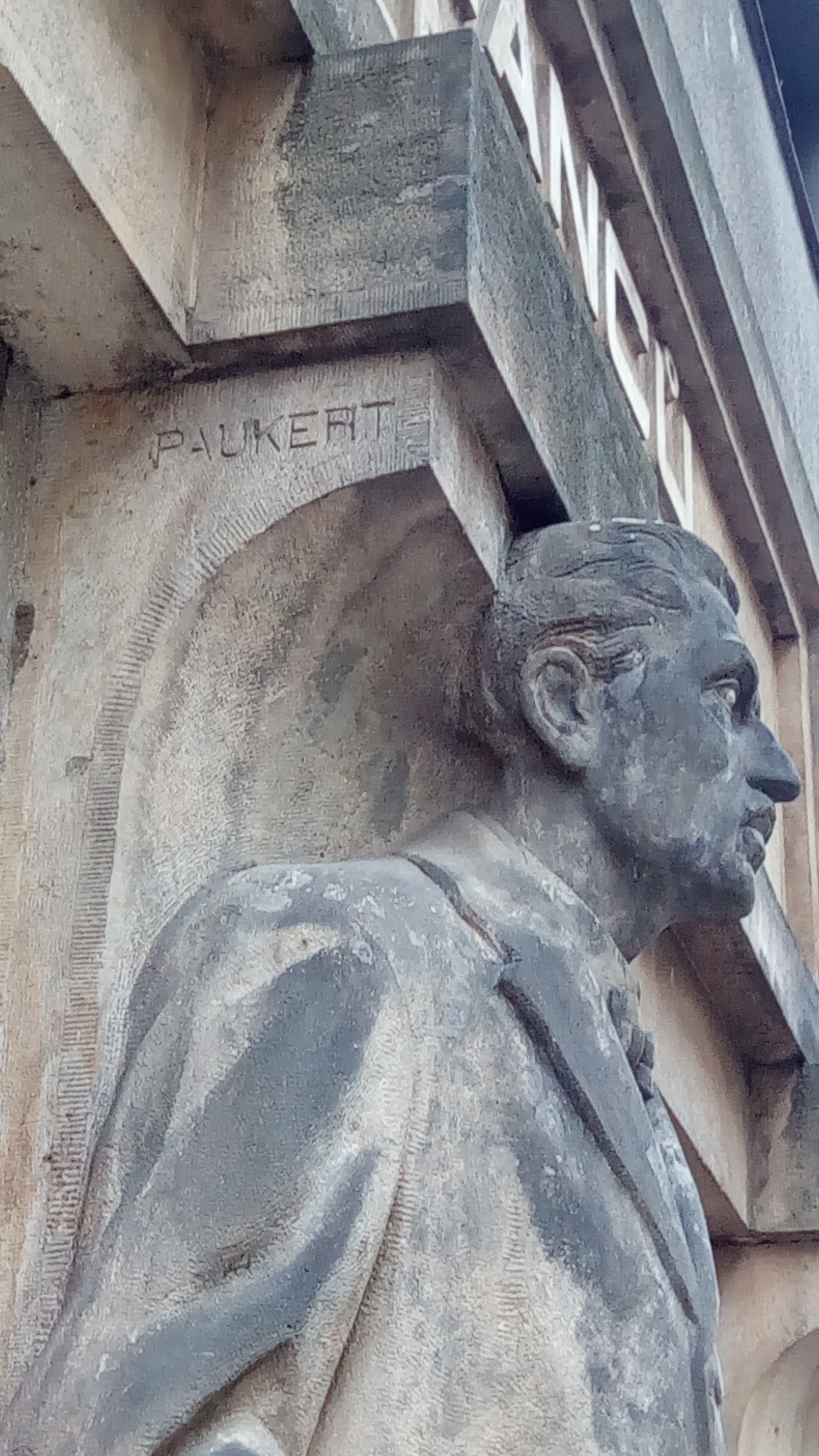
Detail sochy Textilníka s autorovou signaturou na průčelí budovy Penzijního ústavu v Praze zaměstnaneckých pojišťoven v Praze 2 (1928)

Narodil se v Chocni na Záměstí v rodině pekaře a krupaře Augustina Paukerta a Marie Paukertové (roz. Koutníkové). První profesí byl uměleckým zámečníkem. Řemeslu se nejprve vyučil a v letech 1894–1897 je doplnil studiem na Odborné škole pro umělecké zámečnictví v Hradci Králové. V té době se začal věnovat také hodinářství. V letech 1901–1904 pokračoval ve studiu v Praze, kde nastoupil na Uměleckoprůmyslovou školu do přípravky Celdy Kloučka a do sochařského ateliéru Stanislava Suchardy). V roce 1904 získal roční školní stipendium v Římě, kde studoval na Scuola libera při Akademii krásných umění (Accademia delle belle arte). Úspěchy zaznamenal svou kolekcí portrétních plaket (zejména členů rodiny Pollakovy), získal další zakázky a zůstal proto v Římě deset let. Své práce signoval jako Stino Paukert. Jeho pobyt přerušila 1. světová válka. Po válce již zůstal v Praze.
Po roce 1914 se v jeho pracích projevil vliv Štursův, po roce 1918 také vliv Gutfreundova a Dvořákova sociálního civilismu, který spoluvytvářel. Vrcholnými díly tohoto období jsou pískovcové sochy realizované v architektuře v Mostě, Chocni a v Praze.
V letech 1926–1948 byl redaktorem měsíčníku Orloj československých hodinářů, zlatníků, optiků a jemných mechaniků, tuto činnost doplnil vydáním německo-českého terminologického slovníku pro hodináře a zlatníky. V letech 1946–1947 vydal společně s Josefem Beutlerem na památku Franty Anýže sérii jeho novoročenek (medailí a plaket). V 50. letech 20. století své dílo uzavřel sérií dekorativních reliéfů slabšího uměleckého výrazu.

## Realizace v architektuře
- Reliéfy na budově Hornického domu v Mostě (1925) [3]
- Sochařská výzdoba průčelí Policejního ředitelství v Bratislavě, Špitálska ulice, bronz (1925)
- Sochařská výzdoba městského muzea v Chocni
- Reliéf a čtyři figurální sochy (Úředník, Horník, Textilník a Zemědělec) pro budovu Penzijního ústavu zaměstnaneckých pojišťoven čp.337/II v Dittrichově ulici na Novém Městě v Praze (1928) [4]
- Sochařská výzdoba Ministerstva obchodu v Praze (1932)
- Pomník obětem 2. světové války v Chocni

## Členství v organizacích a spolcích
V letech 1919–1949 byl členem Spolku výtvarných umělců Mánes. Po roce 1950 vstoupil do Svazu československých výtvarných umělců, získal společenské zakázky.

## Zastoupení ve státních sbírkách
- Národní galerie v Praze
- Uměleckoprůmyslové muzeum v Praze
- Muzeum východních Čech v Hradci Králové
- Galerie hlavního města Prahy [6]
- Národní muzeum Praha, numismatické oddělení
- Galerie v Poznani